# 维勒弗朗孔
维勒弗朗孔（法語：Villefrancon，發音：[vilfʁɑ̃kɔ̃]）是法国上索恩省沃苏勒区的一个旧市镇。2025年1月1日，维勒弗朗孔与市镇舒瓦合并为新市镇科隆比讷，并成为了科隆比讷的委派市镇。

## 地理
维勒弗朗孔（47°24'17"N, 5°44'38"E）面积5.65 平方千米，位于法国勃艮第-弗朗什-孔泰大區上索恩省，该省份为法国东部内陆省份，北起顺时针与孚日省、贝尔福地区省、杜省、汝拉省、科多尔省和上马恩省接壤。
与维勒弗朗孔接壤的市镇（或旧市镇、城区）包括：圣卢-楠图阿尔、舒瓦。
维勒弗朗孔的时区为UTC+01:00、UTC+02:00（夏令时）。

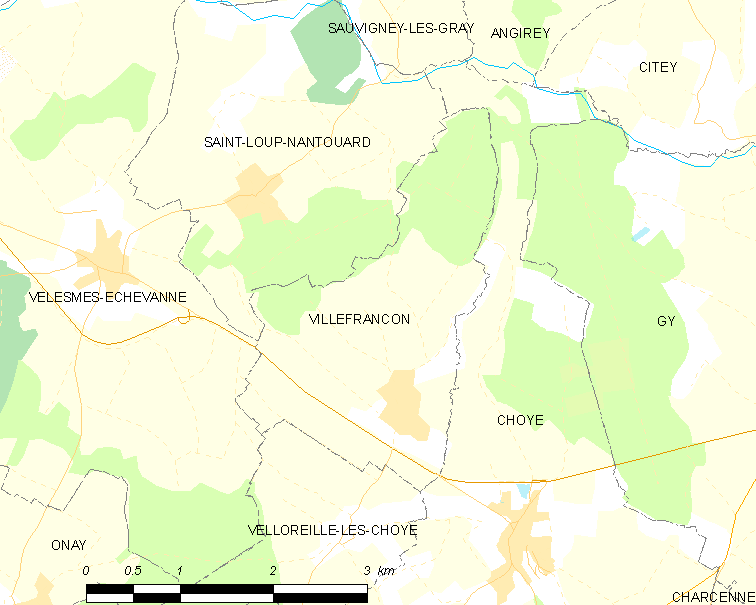
维勒弗朗孔的OSM定位图

## 行政
维勒弗朗孔的邮政编码为70700，INSEE市镇编码为70557。

## 政治
维勒弗朗孔所属的省级选区为马尔奈县。

## 人口

1962-2008年间维勒弗朗孔人口变化图示

维勒弗朗孔于2022年1月1日时的人口数量为126人。